# Federico Villarreal
Federico Villarreal Villarreal (Túcume, 30 de agosto de 1850 - Lima, 3 de junio de 1923) fue matemático, ingeniero, físico y políglota peruano.
Decano de la Facultad de Ciencias y Rector de la Universidad Nacional Mayor de San Marcos. Con Godofredo García, es una de las glorias de la matemática peruana. Realizó descubrimientos e investigaciones de gran importancia en dicho campo. A decir del historiador Jorge Basadre, su figura «dio brillo propio a la ciencia peruana a fines del siglo XIX y principios del XX».
Cursó su educación primaria en su pueblo natal, y la secundaria en el Colegio Nacional San José de Lambayeque. Luego, volvió a Túcume para trabajar como cajero de una empresa despepitadora de algodón. Al mismo tiempo estudió para profesor de primeras letras, obteniendo su título en 1870, pudiendo así dirigir la escuela pública de Túcume y luego otras más en Lambayeque. En 1877 ingresó a la Facultad de Ciencias de la Universidad Mayor de San Marcos titulándose de bachiller en 1879 y de licenciado en 1880. Enrolado en el ejército de reserva, luchó durante la guerra con Chile en la batalla de Miraflores (1881). Pese a la ocupación chilena, se graduó como doctor en Matemática, el 23 de septiembre de 1881. Inició estudios en la Universidad Nacional de Ingeniería (UNI), llamada entonces Escuela de Ingenieros, en 1882, titulándose de ingeniero civil (1884) y de ingeniero de minas (1886).
Ejerció la docencia en la Universidad de San Marcos, en la Escuela Militar y en la Escuela Naval en cursos de su especialidad. Incursionó también en la política, siendo elegido Senador por Lambayeque en 1894 y en 1909. Fue también decano de la Facultad de Ciencias de San Marcos en varias oportunidades, así como vicerrector, llegando a ser rector de dicha casa universitaria en 1921.
Realizó investigaciones en el área de la teoría de números, álgebra, geometría, análisis infinitesimal, mecánica, astronomía y resistencia de materiales. Además estaba interesado en la aplicación de la tecnología de los conocimientos. Su obra maestra fue el descubrimiento de un método para elevar un polinomio cualquiera a una potencia cualquiera.
Obras principales: Clasificación de las curvas de tercer grado (tesis doctoral), Elevación de Polinomios, Resistencia de materiales, Efectos de la refracción sobre el disco de los astros (tesis de licenciatura). Actualmente, una universidad nacional en Lima lleva su nombre.

## Biografía

### Primeros años
Federico Villarreal nació el 30 de agosto de 1850, en Túcume, departamento de Lambayeque (Perú), en el seno de una familia muy modesta. Sus padres fueron Ruperto Villarreal y Manuela Villarreal.
Cursó sus estudios primarios en su pueblo natal y los secundarios en el Colegio Nacional San José de Chiclayo.
Retornó a Túcume hacia 1863. Tenía 14 años cuando empezó a trabajar como cajero en una empresa despepitadora de algodón, pero sin dejar de lado sus estudios para ser profesor. A los 20 años cursó exámenes en Trujillo para obtener el título de preceptor de primeras letras, otorgado por la comisión departamental de Instrucción pública de Trujillo. Ello le permitió dirigir la escuela oficial de Túcume de 1870 a 1874. Luego, entre 1875 y 1876, pasó a un colegio de instrucción media en la ciudad de Lambayeque, donde enseñó matemáticas y ocupó el cargo de vicerrector. Entre 1876 y 1877 tuvo bajo su cargo una escuela primaria en Lambayeque, antes de trasladarse a Lima para seguir estudios universitarios.
«La experiencia de Villarreal como maestro elemental señaló sólo una primera etapa. Su vocación de matemático bullía desbordando su enseñanza humilde. Ya en 1873, cuando contaba con tan sólo 23 años descubrió un método para elevar un polinomio cualquiera a una potencia cualquiera».

### Estudios
Entre 1877 y 1880, estudió en la sección de ciencias matemáticas de la Facultad de Ciencias de la Universidad Nacional Mayor de San Marcos (UNMSM).
Al concluir el primer año obtuvo los premios de Geometría Descriptiva, Revisión de Matemática y Geometría Analítica. Durante los tres años siguientes ganó nuevamente el primer puesto en los cursos principales y consecuentemente obtuvo una beca que lo exoneraba de los pagos por derecho universitario en el bachillerato y la licenciatura. Se graduó de bachiller, con la tesis: Fórmulas y métodos que deben completarse en matemáticas puras (1879) y como licenciado con la tesis: Efecto de la refracción sobre el disco de los astros (1880).
Villarreal concluyó su carrera graduándose de doctor en ciencias matemáticas mediante la tesis: Clasificación de curvas de tercer grado, trabajo que destacó por su originalidad y sus conclusiones, mereciendo por ello la medalla de oro otorgada por la Facultad de Ciencias el 23 de septiembre de 1881. Fue el primer doctor en matemática egresado de la Universidad de San Marcos.
Al estallar la Guerra del Guano y Salitre (1879), cuando apenas había logrado sus primeros grados universitarios, se alistó en la reserva para colaborar con la defensa de Lima. Participó en el combate del morro Solar de Chorrillos y en la batalla de Miraflores, ostentando la clase de subteniente de la sexta compañía del 16º Batallón de Infantería. Resultó herido.
En los años siguientes fue alumno de la antigua Escuela de Ingenieros (hoy Universidad Nacional de Ingeniería), graduándose como Ingeniero Civil (1886) y luego como Ingeniero de Minas (1887). Inició también su carrera docente.

### Profesor e investigador
Se incorporó a la enseñanza, tanto en la Escuela de Ingenieros como en San Marcos, como Profesor Adjunto y catedrático principal, respectivamente, enseñando los cursos de Física, Cálculo Infinitesimal, Caminos, Puentes y Ferrocarriles, y luego los de Resistencia de Materiales e Hidráulica. En la Facultad de Ciencias tuvo a su cargo las asignaturas de Mecánica y Teoría General de Máquinas y Motores, Astronomía, Topografía y Geodesia. El discurso de apertura del año académico de 1895, pronunciado por él, se ocupó de la filosofía absoluta de Wronski, y su crítica repercutió en Polonia, patria de ese matemático.
Fue decano de la facultad de ciencias de la universidad de San Marcos durante cinco periodos consecutivos, de 1903 a 1923, alentando la actividad científica en el Perú. Fue también vicerrector. En 1921, fue nombrado rector interino, tras el fallecimiento del rector Javier Prado Ugarteche.
También fue profesor en la Escuela Militar (1891) y en la Escuela Naval (1900).
Desde su primera publicación titulada Efecto de la refracción sobre el disco de los astros, (publicada en febrero de 1885 en la Gaceta Científica) y hasta su muerte, escribiría unos 550 artículos de interés científico.
Como matemático, realizó trabajos sobre las potencias de binomios y polinomios, sobre cuadrados mágicos y teoría de los números.
En Ingeniería Civil, publicó diversos trabajos, destacando: Viga empotrada en dos extremos y Deformación de las vigas que trabajan a la flexión.
En Geografía, calculó meticulosamente las coordenadas geográficas de las principales ciudades peruanas. Hizo también trabajos para determinar la superficie del Perú y fijar los límites interprovinciales.
En Sismología, se adscribió a la teoría astronómica de los sismos, por la cual explica el gran terremoto de Concepción de 1906. En 1918, aprueba con una comisión de tres expertos de la Sociedad Geográfica de Lima, de la que fue connotado socio, la Teoría Sismológica Cicloidal de Scipión E. Llona, donde se analiza el movimiento cicloidal de los astros y su incidencia en la generación de sismos.
En Física, se adscribió a los principios de física expuestos por el físico y matemático polaco Jozef Marie Hoene-Wronski, a quien consideró muy adelantado a su época, y publicó varios trabajos analizando sus conceptos teóricos. Además, dejó trabajos inéditos, como un Comentario a la Teoría de la Relatividad de Albert Einstein, escrito en 1909, apenas 4 años después de publicado el trabajo de dicho físico alemán.
En Astronomía, publicó una descripción de las principales estrellas que se aprecian desde Lima a lo largo del año, y contribuyó con la ubicación del Observatorio de Carmen Alto, Arequipa, de la Universidad de Harvard.
En Lingüística, publicó comentada la Gramática de la lengua Yunga o Mochica, escrita por Fernando de Carrera en 1644 y sobre todo, trabajó en la introducción del Esperanto, en el Perú, para lo cual publicó un Diccionario Esperanto-Castellano y una Revista con su propio peculio: Antaŭen Esperantistoj! (¡Adelante, Esperantistas!).
Su trabajo científico le dio fama en América Latina y en Europa, llevándolo a participar en varios congresos y a publicar en revistas de la región.
Fue un notable divulgador de la ciencia y no rehuyó los debates científicos periodísticos como el que llevó a cabo con el padre Segundo Ballón, Obispo de Arequipa, sobre las causas de los sismos, en el diario El Comercio; y con el contralmirante Melitón Carvajal, sobre la verdadera área territorial del Perú, en la Revista de Ciencias, de la cual fue director por muchos años. Muchas veces polemizó violentamente, sobre todo al refutar a seudo científicos.
Fue fundador del Cuerpo Técnico de Tasadores del Perú.
Tuvo también participación en la vida política desde 1891, en que fue presidente de la Junta Directiva del Partido Civil en el distrito de Mochumi, provincia de Lambayeque. Fue elegido senador suplente en 1894, incorporándose a su cámara en agosto del mismo año. Fue reelegido en 1909 y se mantuvo en el cargo hasta 1918. Desde su escaño parlamentario promovió iniciativas como la creación del sistema de exámenes de ingreso a las universidades, la regulación del uso de la enfiteusis, entre otras.

### Muerte y homenajes
Falleció de derrame cerebral en el balneario limeño de Barranco.
Por su gran relevancia científica y cívica el estado peruano le dio su nombre a la Universidad Nacional Federico Villarreal. También un colegio en Miraflores, en el distrito de Túcume y en el distrito de Chiclayo llevan su nombre.
En 1948, se autorizó la publicación de sus obras completas por parte de la Universidad Mayor de San Marcos.
Su casa natal en Túcume ha sido declarada Monumento Histórico.

## Mejor contribución a la ciencia
Siendo un sencillo profesor de secundaria en su pueblo natal de Túcume, con sólo 23 años y sin haber estudiado en una universidad, Villarreal descubrió en 1873 el método para elevar un polinomio cualquiera a una potencia cualquiera. Este hecho provocó que otro matemático peruano, Cristóbal de Losada y Puga (1894-1961), estudiase a profundidad este descubrimiento y bautizase el desarrollo de la potencia del polinomio como el Polinomio de Villarreal.  Losada lo califica de  «tan perfecto, que aun para el caso de un binomio resulta más fácil y seguro y rápido que el método del binomio de Newton». El mismo Villarreal lo consideró como su obra maestra en el terreno de la investigación.
En su tesis de 1879, para optar el grado de bachiller en ciencias matemáticas titulado Fórmulas y métodos que deben completarse en matemáticas puras, Villarreal insertó su método novedoso, que fue publicado por primera vez el 31 de marzo de 1886, en la Gaceta Científica (2º tomo), pero muy pocas personas le dieron la debida importancia. En 1919, nuevamente publicó su método, esta vez en la Revista de Ciencias, bajo el título de Elevación de polinomios a una potencia cualquiera.
Cristóbal de Losada y Puga ha resaltado también su teorema sobre los momentos de comportamiento de las vigas, y sobre la solución que dio al problema de la flexión de las columnas en el cálculo de la resistencia de los materiales.
Lo interesante de la vida científica de Villarreal es el hecho de que efectuó contribuciones originales al desarrollo tanto de las matemáticas como de la ingeniería, algo pocas veces visto en los matemáticos de habla española. Es por todas estas razones que a Villarreal se le llama el «Newton del Perú».

### Polinomio de Villarreal
El Teorema del Polinomio de Villarreal se define de la siguiente forma:
Sea  {\displaystyle P(X)=a_{0}+a_{1}x+...+a_{n}x^{n}}, un polinomio de grado {\displaystyle n} con {\displaystyle a_{0},a_{1},...,a_{n}\in \mathbb {R} ,a_{0}\neq 0}y {\displaystyle m\in \mathbb {R} }
Entonces:
{\displaystyle [p(x)]^{m}=b_{0}+\sum _{k=1}^{q}b_{k}x^{k}q=mn}
Con:
{\displaystyle b_{0}=(a_{0})^{m}},
{\displaystyle b_{k}=\sum _{j=1,\;j\nleq k}^{n}b_{k-j}C_{j}\left[\left({\dfrac {D_{j}}{k}}\right)-1\right]}
Siendo:
{\displaystyle C_{j}={\frac {a_{j}}{a_{0}}}},{\displaystyle D_{j}=j(m+1),\forall j=1,2,...,n}